# ヴラセニツァ
ヴラセニツァ（セルビア語:Власеница、ボスニア語:Vlasenica、クロアチア語:Vlasenica）は、ボスニア・ヘルツェゴビナの町、およびそれを中心とした基礎自治体。同国を構成する2つの構成体のうちスルプスカ共和国に属し、ヴラセニツァ地方の南部にある。

## 人口

### 1879年
1879年の国勢調査によると、ヴラセニツァの人口は18,579人であった

### 1910年
1910年の国勢調査によると、ヴラセニツァの人口で多数派を占めるのは正教徒であった（64.3%）。

### 1971年
合計：26,623人
- セルビア人 - 13,431人（50.44%）
- ムスリム人 - 12,881人（48.38%）
- クロアチア人 - 42人（0.15%）
- ユーゴスラビア人 - 17人（0.06%）
- その他 - 252人（0.97%）

### 1981年
合計：30,498人
- ムスリム人 - 15,337人（50.28％）
- セルビア人 - 13,531人（44.36％）
- クロアチア人 - 44人（0.14％）
- ユーゴスラビア人 - 889人（2.91％）
- その他 - 697人（2.31％）

### 1991年
合計：33,817人
- ムスリム人 - 18,699人（55.29%）
- セルビア人 - 14,356人（42.25%）
- ユーゴスラビア人 - 336人（0.99%）
- クロアチア人 - 40人（0.12％）
- その他 - 386人（1.14%）

ヴラセニツァの町そのものの人口は7,916人であり、その内訳は以下の通りである。
- ムスリム人 - 4,794人（61%）
- セルビア人 - 2,777人（35%）
- ユーゴスラビア人 - 243人（0.03%）
- クロアチア人 - 28人（0.003%）
- その他 - 74人（0.093%）

## 出身者
- ヴェダド・イビシェヴィッチ - サッカー選手。
- ボヤン・ナスティッチ - サッカー選手。